# Saul David
 (juin 2017).
Si vous disposez d'ouvrages ou d'articles de référence ou si vous connaissez des sites web de qualité traitant du thème abordé ici, merci de compléter l'article en donnant les références utiles à sa vérifiabilité et en les liant à la section « Notes et références ».
Pour les articles homonymes, voir Saul et David.
Saul David (Springfield Massachusetts, 27 juin 1921 - Culver City, 7 juin 1996) est un éditeur et un producteur de cinéma américain.

## Filmographie
- 1964 : L'Express du colonel Von Ryan de Mark Robson
- 1965 : Notre homme Flint de Daniel Mann
- 1966 : Le Voyage fantastique de Richard Fleischer
- 1967 : F comme Flint de Gordon Douglas
- 1970 : Skullduggery de Gordon Douglas
- 1976 : L'Âge de cristal de Michael Anderson